# آسوموار

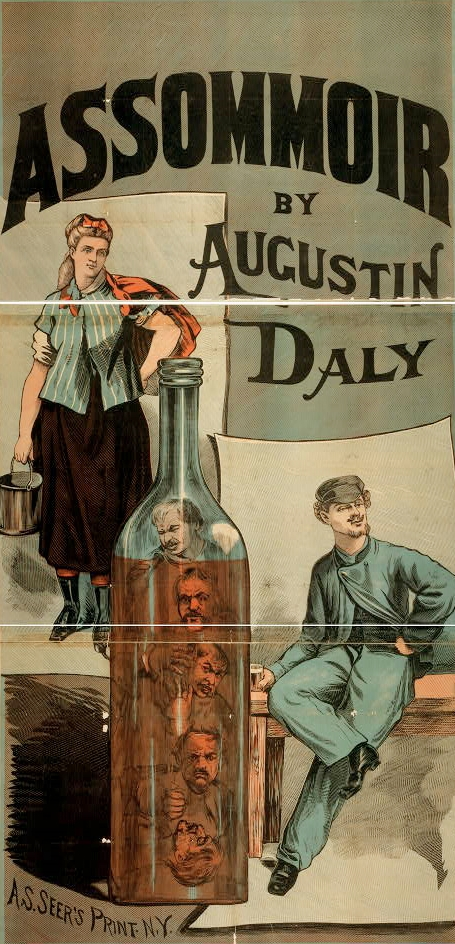
Affiche d’une adaptation théâtrale américaine de 1879 de L'Assommoir par Augustin Daly.

آسوموار (به فرانسوی: L'Assommoir) در سال ۱۸۷۷ توسط نویسنده فرانسوی امیل زولا نوشته شد. این رمان هفتمین رمان از مجموعهٔ بیست رمان روگن ماکار می‌باشد. آسوموار به بررسی زندگی طبقه کارگر و تاثیر الکل و فقر در زندگی این طبقه می‌پردازد. آسوموار یکی از شاهکارهای امیل زولا محسوب می‌شود و باعث معروفیت وی در فرانسه و سراسر جهان گشت. به گفته امیل زولا آسوموار اولین رمانی می‌باشد که در آن زبان و عادات مردم را به تصویر می‌کشد. آسوموار جنجال‌های بسیاری را برانگیخت. از یک‌طرف راست گرایان نویسنده را بخاطر لحن مستهجن کتاب سرزنش نمودند و از طرف دیگر چپ گرایان داستان کتاب را توهینی به مردم می‌دانستند. امیل زولا در دفاع از کتابش خطاب به هر دو گروه گفت:"من سقوط شوم یک خانواده کارگر را در محیط متعفن حومه، گسستن پیوندهای خانوادگی و بوی مشموم در هم ریختگی، فراموشی تدریجی احساسات انسانی و در نهایت شرم و مرگ را به تصویر کشیده‌ام".

## خلاصه کتاب
قهرمان کتاب ژروز ماکار (به فرانسوی: Gervaise Macquart) با معشوق خود اگوست لانتیه (به فرانسوی: Auguste Lantier) و دو فرزندش کلود و اتین از محل زندگیش، شهرستان پلاسان به پاریس نقل مکان می‌کند. ژروز در یک رختشوی‌خانه سخت کار می‌کند تا نان شب خود و خانواده‌اش را تأمین کند، اما بعد از مدت کوتاهی لانتیه، ژروز و دو فرزندش را رها می‌کند و با زنی به نام آدِل فرار می‌کند. هنگامی که ژروز از این خیانت با خبر می‌شود خشمگین شده و با خواهر آدل، ویرژینی که در همان رختشوی‌خانه کا می‌کند به سختی درگیر می‌شود و سرانجام پیروز می‌شود. ویرژینی که در آن رختشویی بی آبرو شده آنجا را ترک می‌کند و قسم می‌خورد انتقام خود را از ژروز بگیرد.
ژروز سخت به کار خود ادامه می‌دهد و همهٔ تلاش خود را می‌کند تا از فقر رهایی یابد. او پس از مدتی با مرد دیگری بنام کوپو کارگر شیروانی‌ساز ازدواج می‌نماید. این دو تصمیم می‌گیرند با پول حاصله از کار مستمر و پس‌انداز کردن یک دکان اتوشویی برای ژروز باز کنند. خوشبختی ژروز و کوپو با تولد دخترشان آنا که همه او را نانا (کتاب دیگری از امیل زولا با همین نام)می‌نامیدند تکمیل می‌شود. اما چندی بعد کوپو در هنگام کار بر روی شیروانی سقوط می‌کند و تا چند ماه قادر به کار کردن نمی‌باشد. ژروز نیز تمام پول پس‌انداز خود را خرج درمان شوهرش می‌کند، و تصمیم می‌گیرد برای اجارهٔ اتوشویی مقداری پول از گوژه، مرد جوان و معصومی که در همسایگی آن‌ها همراه با مادرش زندگی می‌کند و عاشق ژروز است قرض نماید.
کوپو پس از این حادثه به الکل رو می‌آورد و کار نکردن و در خیابان‌ها چرخیدن عادت ترک ناپذیر او می‌شود. در همین هنگام ویرژینی که با یک افسر پلیس ازدواج کرده است در همان محله سکونت می‌گزیند و پس از ملاقات با ژروز به او می‌گوید که حوادث گذشته را فراموش کرده و وی را بخشیده است. یه این ترتیب رفت‌وآمد این دو خانواده زیاد می‌شود و ویرژینی به ژروز اطلاع می‌دهد که لانتیه از آدل جدا شده است و هنوز به ژروز علاقه دارد، اما ژروز هرگز حرفی در این مورد نمی‌زند، چرا که به گوژه علاقهٔ پنهانی دارد، و ضمناً نمی‌خواهد به شوهر خود خیانت کند. پس از مدتی لانتیه دوباره به پاریس برمی‌گردد. کوپو با لانتیه دوست می‌شود و اتاقی را در خانه‌شان در اختیار وی می‌گذارد. لانتیه در آن خانه می‌خورد و می‌خوابد و پول اجارهٔ خود را نمی‌پردازد. کوپو نیز به سختی گرفتار الکل می‌شود و هر شب مست‌کرده باز می‌گردد و تا صبح می‌خوابد. این اتفاقات باعث می‌شود که زندگی آنان روز به روز سخت‌تر شود. گوژه به او پیشنهاد فرار از پاریس را می‌دهد، ولی ژروز آن را رد می‌کند. سرانجام ژروز که به نوبه خود الکلی و در کار بسیار تنبل شده است در مقابل اصرار لانتیه سستی از خود نشان داده و به شوهرش خیانت می‌کند، هر چند به لانتیه علاقه‌ای ندارد و عاشق گوژه است.
ژروز بخاطر خرج‌های بسیار، کم‌کم اتوشویی خود را از دست می‌دهد، و ویرژینی آن را می‌خرد و حسادت ژروز را بر می‌انگیزد. دخترش نیز از خانه فرار می‌کند (کتابی یه نام نانا به سرگذشت این شخصیت جداگانه می‌پردازد). گوژه نیز که از ماجرای خیانت ژروز مطلع می‌شود به دوستی پاک خود با ژروز خاتمه می‌دهد. ژروز از روی فقر مجبور به کلفتی در خانهٔ ویرژینی می‌شود، و ویرژینی اینگونه انتقام خود را از ژروز می‌گیرد. مدتی بعد کوپو در اثر اعتیاد به الکل دیوانه شده و سپس می‌میرد. ژروز که دیگر در هیچ‌کجا استخدام نمی‌شود سعی می‌کند با روسپی‌گری امرار معاش کند، ولی به علت از بین رفتن جوانی و زیبایی‌اش موفق نمی‌شود. در همین زمان از روی اتفاق با گوژه برخورد می‌کند، و او که هنوز به ژروز علاقه دارد به او مقداری غذا می‌دهد و پیشنهاد فرار خود را تکرار می‌کند، ولی ژروز که بسیار شرمنده شده است خود را لایق این گذشت نمی‌داند و پیشنهاد او را رد می‌کند. او در نهایت در اثر گرسنگی در زیر راه پله‌ای می‌میرد و ساکنین آپارتمان جسد او را پس از چند روز کشف می‌کنند.

## عنوان کتاب
ترجمه عنوان کتاب آسوموار به زبان‌های دیگر کار مشکلی می‌باشد. در زبان فرانسه قرن نوزدهم آسوموار اصطلاحی رایج بوده است که اشاره به مغازه‌ای می‌کند که در آن مشروبات الکلی به قیمت بسیار پایین فروخته می‌شد. معنی لغوی آن چکش و بیحسی و گیجی نیز می‌باشد و کنایه از محلی است که در آنجا انسان با نوشیدن الکل غم‌های خود را به فراموشی می‌سپارد. موضوع اصلی کتاب بدبختی یک خانواده ناشی از افراط در مصرف الکل می‌باشد. اسوموار محله‌ای است که تمامی افراد این خانواده به آنجا می‌رفتند و روز به روز بیشتر در فقر خود فرو می‌رفتند. در آسوموار که زولا در کتابش اصطلاحاً آن را هیولا نامیده است هر روز کمی از خوشبختی ژروز بلعیده می‌شود.
آسوموار توسط فرهاد غبرایی به فارسی ترجمه شده است.